# 3時10分、決断のとき
『3時10分、決断のとき』（さんじじゅっぷんけつだんのとき、3:10 to Yuma）は、2007年のアメリカ合衆国の西部劇映画。ジェームズ・マンゴールド監督作品。出演はラッセル・クロウとクリスチャン・ベールなど。西部の悪名高い無法者と、彼を刑務所行きの汽車まで護送しようとする牧場主の物語。

## 概要

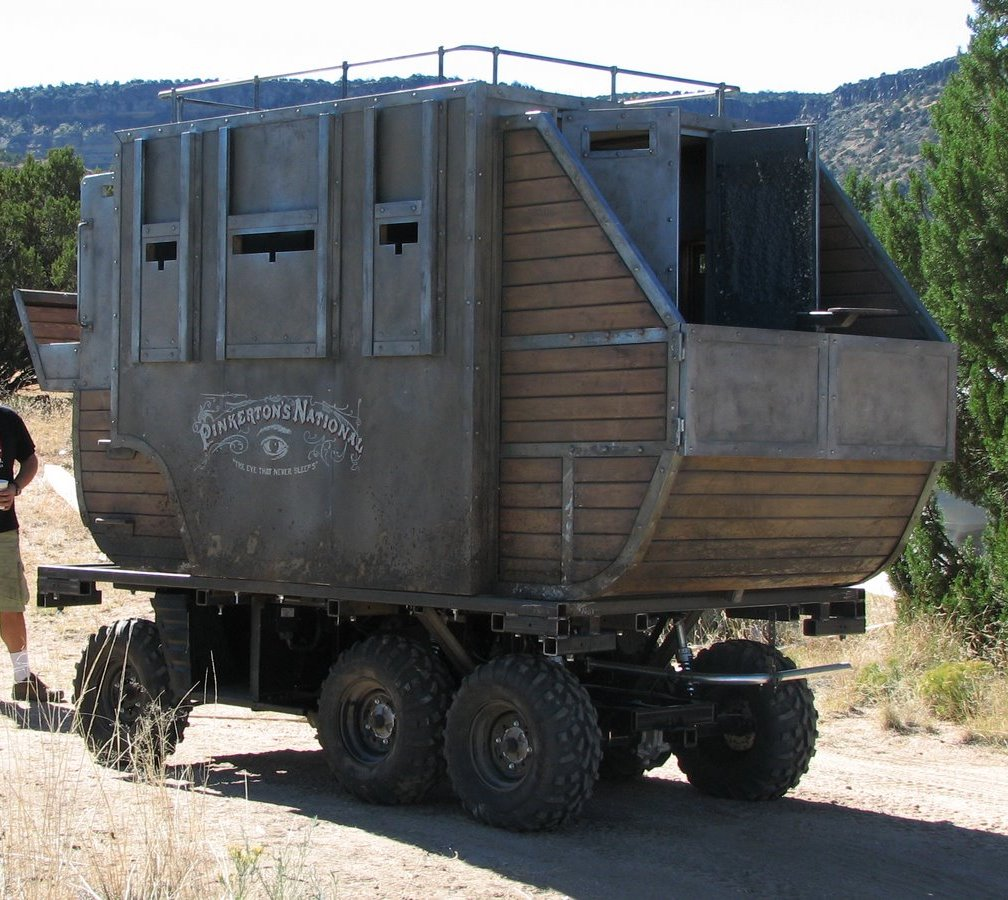
映画の撮影に使われた荷馬車のセット

1953年3月に発表されたエルモア・レナードの短編小説を映画化した1957年に公開された『決断の3時10分』のリメイク。
強盗団の頭目として西部に悪名を轟かせる無法者をラッセル・クロウ、彼をユマの刑務所行きの汽車まで護送する牧場主をクリスチャン・ベールがそれぞれ演じている。残虐性と寛容さ、正確な射撃の腕前と深い教養という相反する要素を併せ持つ男ベン・ウェイドを演じたクロウの演技は、批評家たちから賞賛を集めた。映画中で年老いた賞金稼ぎを演じたピーター・フォンダ、偏執的な強盗団の副頭目を演じたベン・フォスターの演技も高く評価されている。
2007年9月7日に全米で公開され、その週の興行収入1位を記録した。アメリカ国内では約5300万ドル、アメリカ国外では約1600万ドルの興行収入を挙げ、衰退著しい西部劇映画としては久々のスマッシュヒットとなった。2007年度のアカデミー賞において、作曲賞と録音賞の2部門にノミネートされたが、受賞には至らなかった。

## ストーリー
物語の舞台は、南北戦争が終わってまだ間もないアリゾナ準州。北軍の一員として従軍し、切断には至らなかったが片足を不具にし退役した牧場経営者ダン・エヴァンス。彼の牧場は、その存在を疎ましく思う町の有力者とその部下たちによって様々な嫌がらせを受けていた。
そんなある日、ダンは有力者と交渉するためにビスビーの町に赴く。その道すがらダンは無法者ベン・ウェイド率いる強盗団と遭遇、そして彼らに襲撃された駅馬車を発見する。ダンはただ一人生き残ったピンカートン探偵社に所属する賞金稼ぎを救助する。
有力者との交渉は惨憺たる結果に終わったものの、ダンは酒場で寛ぐベンが保安官たちに捕まる現場に居合わせる。ベンの強盗団によって度々損害を蒙っていた鉄道会社の重役は、彼を縛り首にするため明後日の「ユマ行き3時10分発」の汽車に乗せようとする。ベンをコンテンションの駅まで護送する一行に、ダンも同行を願い出る。
道中で何人も犠牲者を出しつつも、ダンは何とかベンを連れてコンテンションの町に到着する。だが、そこにベンを奪い返そうとする強盗団が押し寄せてくる。ベンを狂信的に崇拝する強盗団の副頭目は、一行が籠もるホテルを包囲、更に護送班を殺害した者に報奨金を出すと群衆を扇動する。
強盗団のみならず町中を敵に回したダンとその一行。保安官や鉄道会社の重役までもが絶望的な状況に屈し、保身に汲々とする。そんな中、ベンはダンに交渉を仄めかすがダンは生活苦の真っ只中であっても息子らに父親としての尊厳と誇りを賭けて護送を成功させたいと、孤独な戦いに挑む事を決断する。銃撃の合間を縫って、ダンの手によりベンを刑務所行きの護送車両に乗せ目的を達成するも、直後にダンはベンの手下により銃撃される。致命傷を負い横たわるダン、ベンの身柄奪還に集まった手下を頭目自ら射殺し、父親ダンの後を追ってきた息子のウィリアムがベンに銃口を向ける最中ダンは息を引き取る。ベンは刑務所へと向かう護送車両に乗り込み、駅を後にする。

## キャスト
※括弧内は日本語吹替
- ベン・ウェイド - ラッセル・クロウ（山路和弘）

強盗団の頭。別名“早撃ちのウェイド”。
- ダン・エヴァンス - クリスチャン・ベール（檀臣幸）

牧場を経営している農夫。南北戦争では北軍の狙撃手だった。戦争で片足を負傷している。
- ウィリアム・エヴァンス - ローガン・ラーマン（杉山大）

ダンの息子。
- チャーリー・プリンス - ベン・フォスター（桐本琢也）

ウェイド率いる強盗団の右腕。2丁拳銃の使い手。
- バイロン・マッケルロイ - ピーター・フォンダ（有本欽隆）

ピンカートン探偵社に雇われている賞金稼ぎ。
- グレイソン・バターフィールド - ダラス・ロバーツ

サザン・パシフィック鉄道のエージェント。
- ドク・ポッター - アラン・テュディック

獣医。負傷したバイロンを助ける。
- グレン・ホランダー - レニー・ロフティン
- アリス・エヴァンス - グレッチェン・モル（小林さやか）

ダンの妻。
- マーク・エヴァンス - ベン・ペトリー

ダンの息子で、ウィリアムの弟。
- エマ・ネルソン - ヴィネッサ・ショウ

元歌手の女性バーテンダー。
- タッカー - ケヴィン・デュランド
- ウェザーズ保安官 - ルース・レインズ（英語版）
- クロウリー - クリス・ブラウニング（英語版）
- ウォルター・ボールズ - フォレスト・ファイア
- ジーク - ルーク・ウィルソン
- ウィル・ドーン保安官 - ショーン・ヘニガン
- カンポス - リオ・アレクサンダー
- サザーランド - ブライアン・ダフィ
- ジョルゲンソン - パット・リコティ
- ジャクソン - ショーン・ハウエル
- キンター - ラモン・フランク
- トミー・ダーデン - ジョニー・ホイットワース

## 製作
当初はトム・クルーズ、エリック・バナ主演で企画が進められていた。

## 評価
『3時10分、決断のとき』は公開後、批評家たちによっておおむね好意的なレビューがなされた。
著名な映画評論家のロジャー・イーバートは、より優れた俳優たちや彼らの含蓄深い台詞のおかげで、本作品が1957年に製作されたオリジナルを上回ったと評価した。エバートはこの映画に、彼にとっての満点に相当する四ツ星を与えている。
『ヒューストン・クロニクル』の批評家ブルース・ウェストブルックは、この映画を「『許されざる者』以降で最高の西部劇映画」だとした。同時にウェストブルックは、主人公が孤立無援の中勇敢に戦うという点で、この映画が『真昼の決闘』から着想を得た可能性を指摘した。
それらの好意的な評価の反面、『ウォールストリート・ジャーナル』の批評家ジョー・モーガンスターンは映画に批判的なレビューを書いた。モーガンスターンは本作品がオリジナルより20分以上も上映時間が長くなっていながら、そのストーリーがオリジナルと比べて変わり映えがしないと批判した。